# Bjälbo
Bjälbo ( PRONÚNCIA) ou Bialbo é uma pequena localidade histórica da província da Östergötland, na região de Gotalândia, no sul da Suécia. Tem cerca de  79 habitantes (2020), e pertence à comuna de Mjölby, no condado da Östergötland.
Está localizada a 4 km a sudoeste da pequena cidade histórica de Skänninge.

Nesta pequena localidade estava situada a casa senhorial do jarl Birger Magnusson, conhecido como Birger Jarl, sendo aí a sede da Casa de Bjälbo, cuja dinastia governou a Suécia na Idade Média, no período 1250-1374. Na proximidade, a igreja de Bjälbo, era usada pela família como local de cerimónias religiosas e reuniões sociais, assim como local de refúgio em situações perigosas. 